# Ropica celebensis
Ropica celebensis là một loài bọ cánh cứng trong họ Cerambycidae.